# Concert pentru pian
Concertul pentru pian este un concert compus pentru pian acompaniat de un ansamblu instrumental, de regulă o orchestră.
Concertele pentru pian erau comune în timpul lui Johann Sebastian Bach și Georg Friedrich Händel dar abia în perioada Clasică a început să se dezvolte complet. Uneori, concertele pentru clavecin sunt interpretate la pian.

## Concertele din perioada clasică și romantică
Pe măsură ce pianul s-a dezvoltat și a devenit acceptat, compozitorii au început să compună concerte pentru el. Acest lucru s-a întâmplat în secolul al XVIII-lea, în perioada Clasică. Wolfgang Amadeus Mozart a fost cel mai important compozitor al dezvoltării timpurii al concertului pentru pian. Contribuția adusă de Mozart genului a influențat mulți compozitori și din perioada Romantică.
Mozart a compus multe concerte pentru pian care să fie interpretate de el însuși (27 de concerte pentru pian plus câteva concerte pentru două sau trei piane). O dată cu ascensiunea virtuozului la pian, mulți compozitori-pianiști au compus și ei concerte, în special Ludwig van Beethoven, Frédéric Chopin și Robert Schumann. 
Exemple cunoscute de concerte pentru pian din Romanticul mijlociu și târziu includ concerte compuse de Edvard Grieg, Johannes Brahms, Camille Saint-Saëns, Franz Liszt, Piotr Ilici Ceaikovski și Serghei Rahmaninov. Antonín Dvořák a compus un concert mai puțin cunoscut, în vreme ce Edward Elgar a schițat unul dar nu l-a terminat niciodată. George Enescu a lucrat și el la două concerte pentru pian în 1898 dar niciunul nu a fost finalizat.
În secolul al XIX-lea Henry Litolff a îmbinat concertul pentru pian cu simfonia în cele cinci lucrări întitulate Concerto Symphonique iar Ferruccio Busoni a adăugat un cor masculin în ultima parte a concertului său care durează aproape o oră. Wilhelm Furtwängler a compus un Concert simfonic pentru pian și orchestră care durează mai mult de o oră.

## Secolul XX și contemporan
Numeroși compozitori din secolul al XX-lea au compus concerte pentru pian, inclusiv Arnold Schoenberg, Béla Bartók, Igor Stravinski, Serghei Prokofiev, Maurice Ravel, George Gershwin, Dmitri Șostakovici, György Ligeti și alții.

## Lucrări pentru pian de mână stângă și orchestră
Pianistul german Paul Wittgenstein și-a pierdut mâna dreaptă în Primul Război Mondial și la reluarea activității sale muzicale un număr de compozitori i-au compus lucrări pentru pian care să fie interpretate doar cu mâna stângă. Astfel au rezultat concerte pentru pian de mână stângă compuse de compozitori precum Paul Hindemith, Erich Wolfgang Korngold, Serghei Prokofiev, Maurice Ravel, Richard Strauss și alții.

## Caracteristici
Formă
Concertul pentru pian clasic este structurat în trei părți:
1. O primă parte rapidă în formă de sonată care include o cadență (care poate fi improvizată de solist)
2. O parte lentă liberă și expresivă
3. Un rondo rapid

Unele dintre concertele lui Mozart și Beethoven urmează acest model dar altele nu. În Concertul pentru pian nr. 4 al lui Beethoven candența este introdusă în ultima parte iar alți compozitori au adus inovații. De exemplu, concertele lui Liszt sunt interpretate fără pauză între părți.
Concertul pentru pian nr. 3 în Mi bemol major al lui Ceaikovski este alcătuit dintr-o singură parte (Allegro brillante), în vreme ce alte concerte, cum ar fi Concertul pentru pian nr. 2 al lui Serghei Prokofiev, sunt alcătuite din patru părți.

## Exemple notabile de concerte pentru pian
- Béla Bartók
  - Concertul pentru pian nr. 1 în La major, Sz. 83 (1926)
  - Concertul pentru pian nr. 2 în Sol major, Sz. 95 (1930-1931)
  - Concertul pentru pian nr. 3 în Mi major, Sz. 119 (1945)

- Ludwig van Beethoven
  - Concertul pentru pian nr. 1 în Do major, Op. 15 (1798)
  - Concertul pentru pian nr. 2 în Si bemol major, Op. 19 (1795)
  - Concertul pentru pian nr. 3 în Do minor, Op. 37 (1800)
  - Concertul pentru pian nr. 4 în Sol major, Op. 58 (1805-1806)
  - Concertul pentru pian nr. 5 în Mi bemol major Imperialul, Op. 73 (1809)

- Johannes Brahms
  - Concertul pentru pian nr. 1 în Re minor, Op. 15 (1859)
  - Concertul pentru pian nr. 2 în Si bemol major, Op. 83 (1881)

- Piotr Ilici Ceaikovski
  - Concertul pentru pian nr. 1 în Si bemol minor, Op. 23 (1874)
  - Concertul pentru pian nr. 2 în Sol major, Op. 44 (1880)
  - Concertul pentru pian nr. 3 în Mi bemol major, Op. 75 (1893)

- Frédéric Chopin
  - Concertul pentru pian nr. 1 în Mi minor, Op. 11 (1830)
  - Concertul pentru pian nr. 2 în Fa minor, Op. 21 (1829-1830)

- George Gershwin
  - Concertul pentru pian în Fa major (1925)

- Edvard Grieg
  - Concertul pentru pian în La minor, Op. 16 (1868)

- Franz Liszt
  - Concertul pentru pian nr. 1 în Mi bemol major, S. 124 (1835)
  - Concertul pentru pian nr. 2 în La major, S. 125 (1839)
  - Concertul pentru pian nr. 3 în Mi bemol major, S. 125a

- Felix Mendelssohn
  - Concertul pentru pian nr. 1 în Sol minor, Op. 25 (1831)
  - Concertul pentru pian nr. 2 în Re minor, Op. 40 (1837)

- Wolfgang Amadeus Mozart
  - 27 de concerte pentru pian. Nr. 1-4 sunt transpuneri pentru pian ale unor sonate compuse de alți compozitori.

- Serghei Prokofiev
  - Concertul pentru pian nr. 1 în Re bemol major, Op. 10 (1912)
  - Concertul pentru pian nr. 2 în Sol minor, Op. 16 (1913; rescris în 1923)
  - Concertul pentru pian nr. 3 în Do major, Op. 26 (1917-1921)
  - Concertul pentru pian nr. 4 în Si bemol major, Op. 53 (1931) pentru pian de mână stângă
  - Concertul pentru pian nr. 5 în Sol major, Op. 55 (1932)

- Serghei Rahmaninov
  - Concertul pentru pian nr. 1 în Do diez minor, Op. 1 (1891)
  - Concertul pentru pian nr. 2 în Sol minor, Op. 16 (1913; rescris în 1923)
  - Concertul pentru pian nr. 3 în Re minor, Op. 30 (1909)
  - Concertul pentru pian nr. 4 în Sol minor, Op. 40 (1926)

- Maurice Ravel
  - Concertul pentru pian în Sol major (1931)

- Camille Saint-Saëns
  - Concertul pentru pian nr. 1 în Re major, Op. 17 (1858)
  - Concertul pentru pian nr. 2 în Sol minor, Op. 22 (1868)
  - Concertul pentru pian nr. 3 în Mi bemol major, Op. 29 (1869)
  - Concertul pentru pian nr. 4 în Do minor, Op. 44 (1873)
  - Concertul pentru pian nr. 5 în Fa major, Op. 103 (1895)

- Robert Schumann
  - Concertul pentru pian în La minor, Op. 54 (1845)

- Dmitri Șostakovici
  - Concertul pentru pian nr. 1 în Do minor, Op. 35 (1933)
  - Concertul pentru pian nr. 2 în Fa major, Op. 102 (1957)